# Омагьосаният замък
„Омагьосаният замък“ е български детски телевизионен филм (приказка) от 1990 година на режисьора Павел Павлов по сценарий на Асен Траянов. Композитор е Георги Генков. Художник на филма е Любомир Попов.
„В памет на Асен Траянов - един от пионерите на българска телевизия.“

## Сюжет
Красива принцеса... Зъл магьосник иска да се ожени за нея, но не получава съгласието ѝ и е вкаменил хората в едно кралство...

## Актьорски състав
| Роля          | Изпълнител          |
| ------------- | ------------------- |
| войникът      | Румен Иванов        |
| магьосникът   | Николай Бинев       |
| големият брат | Васил Димитров      |
| малкият брат  | Иван Несторов       |
| красавицата   | Антония Малинова    |
| съседката     | Домна Ганева        |
| графът        | Ириней Константинов |
| находникът    | Анани Явашев        |
| годеникът     | Петър Няголов       |
| стотникът     | Петко Петков        |
| готвачът      | Панайот Янев        |